# Sekarjalak
Sekarjalak is een bestuurslaag in het regentschap Pati van de provincie Midden-Java, Indonesië. Sekarjalak telt 2159 inwoners (volkstelling 2010).